# جيمي أوبراين (متركمج)
جيمي أوبراين (بالإنجليزية: Jamie O'Brien)‏ هو متركمج أمريكي، ولد في 9 يونيو 1983 في أواهو في الولايات المتحدة.

## وصلات خارجية
- جيمي أوبراين على موقع الرابطة العالمية لركوب الأمواج (الإنجليزية)
- جيمي أوبراين على موقع EncyclopediaOfSurfing.com (الإنجليزية)
- جيمي أوبراين على موقع IMDb (الإنجليزية)